# Aeroporto regionale di Rapid City
L'aeroporto regionale di Rapid City (IATA: RAP, ICAO: KRAP) è un aeroporto civile situato a 15 km (9 miglia) a sud-est di Rapid City, nella contea di Pennington in Dakota del Sud. L'aeroporto, situato a 976 m s.l.m., è utilizzato per voli domestici e dispone di un unico terminal passeggeri e di due piste: la prima in calcestruzzo con orientamento 14/32 lunga 2.652 metri, e la seconda in asfalto con orientamento 5/23 lunga 1.098 metri.
L'aeroporto è il più vicino al Monte Rushmore dal quale dista 51 km (31,7 miglia) in macchina.